# スタジオヴェルト
スタジオヴェルト（英語表記：STUDIO WELT）は、主にテレビ番組に関する業務を行うポストプロダクションである。

## 概要
1991年（平成3年）7月に設立。日本テレビやフジテレビや制作プロダクションを協力する番組が多く使われている編集全般（VTR編集、リニア編集、ノンリニア編集、テロップ、MA）である。
商号は、ヴェルト株式会社（英記：WELT CORPRATION）。

## 会社概要

### 所在地
- 汐留ビデオセンター（本社）：〒105-0021 東京都港区東新橋2-5-12 第一粕谷ビル
- ダイバーシティビデオセンター：〒135-0091 東京都港区台場1-5-4-202
- 渋谷ビデオセンター：〒150-0042 東京都渋谷区宇田川町39-2渋谷カプリビルビレッジ80

### 役員
- 代表取締役社長 : 安井純治
- 常  務  取 締  役  : 相田光子
- 取　　締　　役 : 村野弘憲
- 取　　締　　役：若宮　慎也
- 取　　締　　役：熱田　茂丈